# T-5 (練習機)
富士 T-5
- 用途：初等練習機
- 製造者：富士重工業（現・SUBARU）
- 運用者： 日本（海上自衛隊）
- 生産数：66機+30機予定
- 運用開始：1989年
- 運用状況：現役
- ユニットコスト：2億2千7百万円[1]

T-5は、海上自衛隊が運用する練習機。KM-2の後継機として採用され、固定翼機・ヘリコプターを問わず全パイロットと戦術航空士の初等訓練で使用される。富士重工業（現SUBARU）が製造した。

## 導入経緯
KM-2の老朽化とレシプロエンジンによる陳腐化により後継機が求められた。富士重工はこれに応えるべく、ターボプロップエンジンを搭載し、主翼や尾翼の形状を大幅に変更したKM-2D（JA8222）を独自に製作、1984年（昭和59年）6月28日に初飛行し、次期練習機のためのデータ収集に当たった。防衛庁はKM-2Dの採用を決定し、同時にモックアップ審査が行われ、コックピットを4座席キャノピー型に変更、居住性向上や装備の近代化が図られた。KM-2改と仮称された機体は1985年（昭和60年）より調達が開始され、初号機は1987年（昭和62年）4月27日に初飛行、同年8月に海上自衛隊へ納入し、T-5として制式採用され、1989年（平成元年）から1999年（平成11年）まで36機が納入された。第201教育航空隊（小月航空基地）には1989年（平成元年）3月22日に初配備された。
老朽化により減数に転じたため、2006年（平成18年）から不足分が再調達され、2008年（平成20年）3月27日に1機（37号機）が納入された。2007年度（平成19年度）・2008年度（平成20年度）予算では共に4機が認められており、2008年度（平成20年度）・2009年度（平成21年度）に各々引き渡される。2009年度（平成21年度）予算では5機、2010年度（平成22年度）予算では4機が認められており、2009年度（平成21年度）・2010年度（平成22年度）に各々引き渡される。2011年度（平成23年度）予算では5機、2012年度（平成24年度）予算では4機、2013年度（平成25年度）予算では3機が認められている。
訓練課程の変更で練習用ヘリコプター『TH-135』が導入されたため、30機体制に移行している。
海上自衛隊では2024年度に2034年度までにT-5を30機再々調達し初等練習機を更新することが決定された。
なお航空自衛隊では2023年度（令和5年度）までにT-7の後継機を検討する予定であったが、2024年度にT-6 テキサンIIを選定した。

## 機体

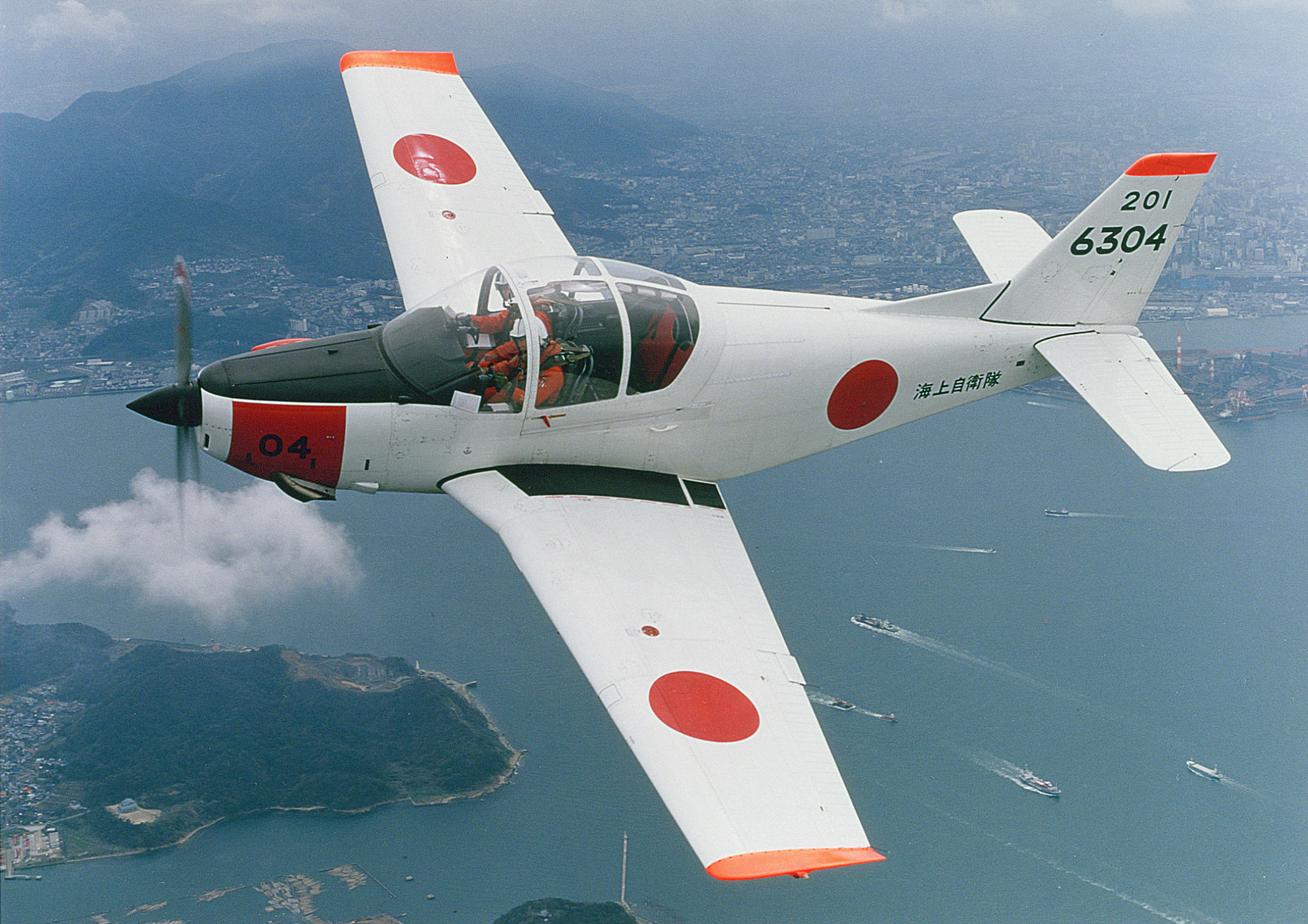
機体上部

エンジン・プロペラを機首に搭載し、主翼は上反角がついた直線翼であり低翼配置、座席は前後並列配置で最大4名の搭乗が可能。航空自衛隊は戦闘機パイロットの養成を主流とし座席をタンデムとしているが、海上自衛隊では大型の固定翼哨戒機とヘリコプターを主力としているため、座席の配置がこれらと同等のサイド・バイ・サイド、操縦桿は8の字を横倒しにした両手持ちタイプとなっている。小型機であるため衝突防止灯の装備義務はないが、編隊飛行の訓練を行うことから白色のフラッシュライトが装備されている。失速警報装置は電源不要のストール・ストリップ式である。
ジェット機と使用燃料を統一するため、初等練習機では主流のレシプロエンジンではなく、ロールス・ロイス製のターボプロップエンジン250-B17Dを採用したが、訓練生にはパワーが強すぎるため運用時にはリミッターをかけている。副次的な効果として騒音が低下している。主翼形状の変更や尾翼の後退翼化など改修箇所は多岐に渡り、特に視界を重視した5分割の大型バブルキャノピーと白色の機体であるため、外観はKM-2から一変している。キャノピーはT-3で採用された後方にスライドするタイプとなり、乗降ドアは廃止された。T-7と同じく射出座席ではないため、自力で脱出できるようにキャノピーの開閉は動力アシスト機能がある。

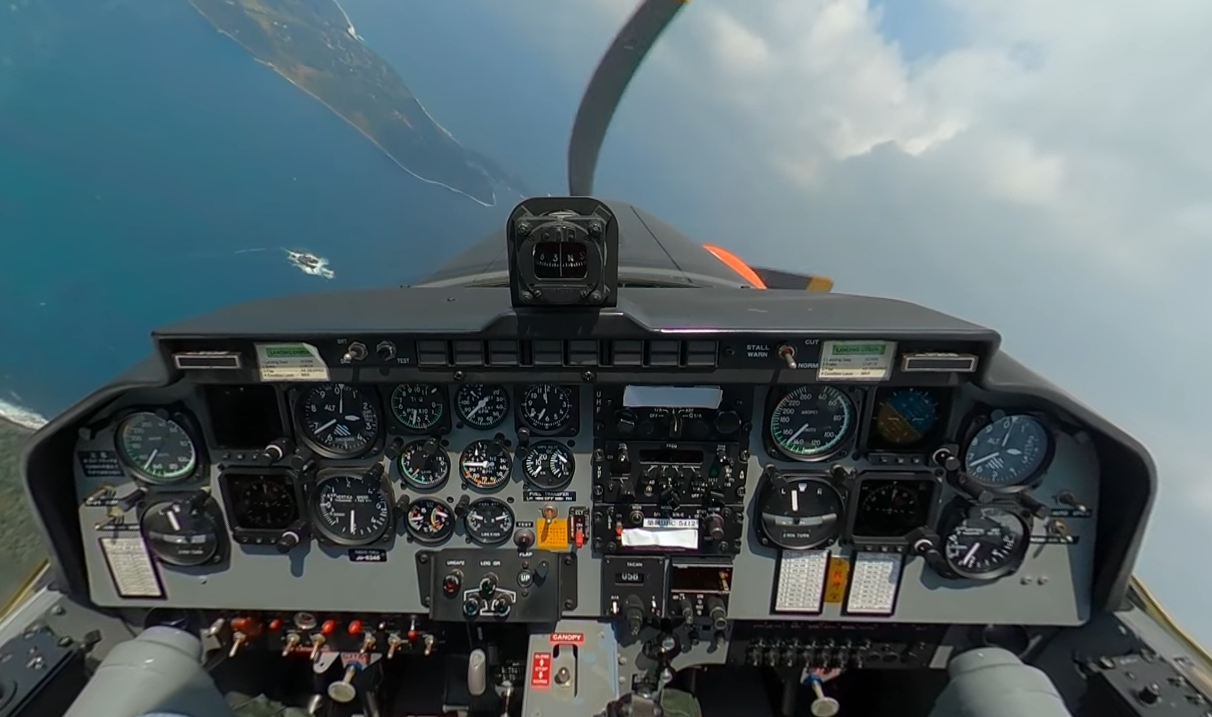
コックピットの計器類

製造再開後の機体は、一部の計器や航法機器などがアナログからLCDに変更された近代化仕様である。また富士重工がシンボルマークを変更したため操縦桿の中央にあるマークが従来の『フ』から六連星に変更されている。
海上自衛隊では唯一、曲技飛行が可能な機体であるため、教官による曲技飛行チーム『ホワイトアローズ』でも使用している。
航空自衛隊が後に導入したT-7は250-B17Dの出力増加型である250-B17Fを採用しており、エンジンの本格的な修理は共にMHIエアロエンジンサービスが請け負っている。またT-7で導入された民生品活用によるコスト削減がT-5でも後に導入されるなど、密接な関係にある。
操縦経験がある岡崎拓生（第201教育航空隊司令）によればKM-2と比較し操縦しやすいため簡単すぎて教育に向かないという意見まであったというが、出力のコントロールがシビアなため編隊飛行ではスロットルを素早く大きく動かす必要があるという。また初期に生産された機体は降着装置の状態を指示する回路が接触不良を起こしやすく、安全のため訓練を中断して帰投することが珍しくないため、1996年ごろには臨時帰投の緊急放送でも基地の隊員は慌てなくなったという。

## シミュレータ
フライトシミュレータも導入されており小月航空基地の『スウェルフェスタ』において体験搭乗が行われている。

## 配備基地
- 小月航空基地：小月教育航空群 - 第201教育航空隊。訓練時のコールサインは『ルーキー』＋２ケタの数字

### 事故
- 1996年（平成8年）12月8日：教官1名・練習生2名を載せた6313号機が小月航空基地で胴体着陸。けが人なし。降着装置を下ろす際に右側が途中で止まり、復旧しなかったため、通常の手順を外れ全て格納、教官（伊戸秀信3等海佐）の操縦により胴体着陸を行った[11]。見事な着陸だったため見守っていた隊員から拍手が起こったという[11]。プロペラは着陸時に逆Y字となったため破損がなく、擦った胴体下面を修理して数日後に復帰した[11][12]。
- 2001年（平成13年）9月14日：教官1名・練習生2名を乗せた6331号機が下関市高畑の霊鷲山に墜落。教官1名と練習生1名が死亡、1名は顔面骨折など重傷を負った[13]。
- 2007年（平成19年）2月13日：試験飛行中にエンジンの出力制御が不能となり緊急着陸。乗員2名に怪我なし。離陸後にエンジンの出力が下がらなったため飛行を続けて燃料を消費した後、エンジンを切った状態で着陸した[14]。
- 2007年（平成19年）5月28日：訓練飛行中に部品が脱落し行方不明。6月4日定期検査で1機の右翼のフラップ内部を確認する点検口の蓋が無くなっているのが発覚。5月28日に行われたタッチアンドゴー訓練中に固定していたネジが外れたとみられている[15]。

## スペック
- 乗員 - 1名-4名
- 全長 - 8.44m
- 全幅 - 10.04m
- 全高 - 2.96m
- 最大離陸重量 - 1,805kg
- エンジン - ロールス・ロイス・アリソン 250-B17D ターボプロップエンジン 1基
- 出力 - 350軸馬力（shp）に制限（本来は420shp）
- 最大速度 - 357km/h=M0.29 （193kt）
- 航続距離 - 945km
- 実用上昇限度 - 7,620m

## 資料
- 岡崎拓生『翔べ海上自衛隊航空学生―パイロット人生38年の航跡』光人社、2011年。ISBN 978-4769827115